# Kraftwerk BASF-Ludwigshafen
Am BASF-Standort Ludwigshafen gibt es drei Industriekraftwerke. Außerdem wurde an diesem Standort zeitweise ein Kernkraftwerk geplant, der Bau wurde allerdings verworfen.

## Übersicht über Kraftwerke
| Block | Brennstoff | Bruttoleistung | Wärmeleistung | Inbetriebnahme |
| ----- | ---------- | -------------- | ------------- | -------------- |
| Nord  | Erdgas     | 56 MW          | 280 MW        | 1964           |
| Süd   | Erdgas     | 396 MW         | 420 MW        | 1997           |
| Mitte | Erdgas     | 496 MW         | 540 MW        | 2005           |

## Kraftwerk BASF-Ludwigshafen Nord
Das Kraftwerk BASF-Ludwigshafen Nord hat eine elektrische Bruttoleistung von 56 Megawatt und eine Wärmeauskopplung von 280 Megawatt. Das 1964 in Betrieb genommene Kraftwerk wurde 2005 als Gas-und-Dampf-Kombikraftwerk ertüchtigt.

## Kraftwerk BASF-Ludwigshafen Süd
Das Kraftwerk BASF-Ludwigshafen Süd hat eine Nettoleistung von 402,5 Megawatt und eine Wärmeauskopplung von 533 t/h 6-bar-Dampf. Es handelt sich um ein mit Erdgas befeuertes GuD-Kraftwerk und wurde 1997 in Betrieb genommenen. Seit 1. Oktober 2012 ist das Kraftwerk Eigentum der BASF SE. Die Betriebsführung erfolgt durch RWE.
Das Heizkraftwerk betrieb zwei Gasturbinen Typ Alstom GT13 E2 mit ca. 165 MW und eine Siemens Gegendruckdampfturbine mit ca. 70 MW. Es können maximal 533 t/h Prozessdampf für die 6 bar Schiene bei 180–190 °C bereitgestellt werden. Die maximale Feuerungswärmeleistung	ist 914 MJ/s. Die Gasturbinen können ersatzweise auch mit Heizöl EL befeuert werden. Der Brennstoffnutzungsgrad beträgt 87 %.

## Kraftwerk BASF-Ludwigshafen Mitte
Das Kraftwerk BASF-Ludwigshafen Mitte mit einer elektrischen Bruttoleistung von 496 MW und einer Wärmeauskopplung von 540 Megawatt. ging am 30. Juni 2005 offiziell in Betrieb. Die Wärmeauskopplung entspricht einer stündlichen Dampferzeugung von 650 t für die standorteigenen Verbraucher. Wie die anderen beiden Kraftwerke am Standort BASF-Ludwigshafen handelt es sich um ein GuD-Kraftwerk: Es besteht aus zwei Gasturbinen (Hersteller: Siemens, Ringbrennkammertyp) mit je 180 MW elektrischer Leistung. Die Abhitze erzeugt mittels eines offenen, d. h. nicht im eingehausten, Zweidruck-Kessels (pro Gasturbine einer, ND und HD, Hersteller: MCE AG) Prozessdampf. Der Prozessdampf wird über eine Gegendruck-Dampfturbine (Hersteller: Siemens) mit 80 MW Leistung in drei verschiedenen Druckstufen dem Standortdampfnetz zur Verfügung gestellt. Alternativ kann der Dampf bei Nichtbereitschaft der Dampfturbine mittels Reduzierstationen heruntergespannt werden. Der Strom wird in das Amprion-Netz über 220-kV-Leitungen eingespeist. Somit erzeugt BASF nun 65 % statt 15 % ihres Strombedarfs in eigenen Anlagen am Standort Ludwigshafen.
Der Bau des 240 Millionen Euro (entspricht 2025 inflationsbereinigt etwa 350 Mio. Euro) teuren Kraftwerkes war die größte Investition der BASF an diesem Standort seit den 1970er Jahren. Der Energienutzungsgrad der Anlage beträgt mehr als 90 %. Im Falle eines Ausfalls einer der beiden Gasturbinen gleicht innerhalb einiger Minuten eine gasbefeuerte Zusatzfeuerung des anderen Kessels die fehlende Prozessdampfmenge aus, um damit die standortinternen Dampfnetze auf stabilem Druck zu halten. Das Kraftwerk wird via Flusskühlung gekühlt. Die internen Systeme sind häufig redundant (z. B. voneinander unabhängige Sekundärkühlwasserkreisläufe für jeden der drei Turbosätze) aufgebaut, sodass eine hohe Verfügbarkeit erreicht werden kann.
Der Standort des Kraftwerks liegt fast genau gegenüber der Einmündung des Neckars in den Rhein in Ludwigshafen.
Bis 2001 existierte ein 200 Meter hoher Kamin.

## Kernkraftwerk (verworfen)
Anstatt eines Gasturbinenkraftwerkes sollte das Kraftwerk ursprünglich als ein Kernkraftwerk mit Druckwasserreaktor gebaut werden. Im Gegensatz zu anderen Kernkraftwerken hätte das Kraftwerk nicht der öffentlichen Stromerzeugung gedient, sondern der Prozessdampferzeugung sowie der Deckung des Strombedarfs des BASF-Konzerns.

### Daten des Reaktorblocks
| Reaktorblock | Reaktortyp         | Nettoleistung | Bruttoleistung | Anfang Projektplanung | Baubeginn | Projekteinstellung |
| ------------ | ------------------ | ------------- | -------------- | --------------------- | --------- | ------------------ |
| BASF-1       | Druckwasserreaktor | 385 MW        | 425 MW         | -                     | -         | 1. Dezember 1976   |